# Јефрем Лазаровић
Јефрем Лазаровић је српски писац, учитељ у Карловцима.
Његова сачувана дела су: 
- песма „Глас порфироносца по псалму 14" (Венеција, 1810),
- „Заједница древних богова“[1] (Венеција, 1810),
- „Разбијање Троје и похвала Сократа“ (Венеција, 1810),
- Збирка моралних ствари” - расуђивање и морална учења античких филозофа (Будим, 1809),
- „Морална филозофија”, састављена према античким филозофима (Будим, 1807)[2].